# Avivato
Avivato es el personaje creado por el dibujante y  humorista Lino Palacio (1903-1984) que daba nombre a la tira diaria que protagonizaba, que apareció  en el diario La Razón de Argentina a partir del 23 de septiembre de 1946 y luego en otras publicaciones. Varias generaciones de porteños incorporaron el nombre de este personaje  a su léxico para definir al vividor profesional.
En 1978, con motivo de la realización en Argentina del  Mundial de Fútbol, la dictadura militar en ese momento en el poder sugirió al director de La Razón la suspensión de la tira con este personaje por considerar que podía afectar la imagen de los argentinos frente a los visitantes que se esperaban. Lino Palacio acató la sugerencia y decidió no dibujar más la tira.

## Características
Avivato es un vividor, hábil para sacar ventaja de las situaciones, esquilmar a sus víctimas y hacer caer a los incautos en trampas insospechadas que, a veces, parece tener un propósito didáctico en la exposición de sus maniobras como si estuviera advirtiendo a su próxima víctima.
Creado sin la simpatía que - por ejemplo - Dante Quinterno le dio a Isidoro Cañones, otro de los vividores que apareció en las páginas de la historieta argentina, Avivato es uno de los personajes más odiables del humor gráfico argentino. Avivato, que no trepida en vender terrenos en el medio del río o buzones a los chacareros tiene -según la tira- un amigo psicoanalista que le saca "todos los complejos de culpa" referidos a sus deudas.
Gabriel García Márquez caracterizó al personaje de “tipo perfecto del vividor sin escrúpulos …el porteño común y corriente, oportunista practicante irreductible de la alta y vulgarizada filosofía del embudo… muy distante de ser el tipo humano digno de la simpatía pública o privada... un estafador de la buena fe, un aprovechado de la ingenuidad y la confianza del vecino” que tiene la utilidad de estar reflejando –como lo hacen otros personajes de historieta- uno de los aspectos de la personalidad humana.

## Revista
Con la autorización y colaboración del autor, su hijo Jorge Palacio y el periodista Luis Alberto Reilly (Billy Kerosene) iniciaron a partir del 17 de noviembre de 1953 la publicación de la revista Avivato. En 1955 comenzó a trabajar en ella el dibujante Quino en coincidencia con un cambio en la línea editorial: tras el derrocmiento de Perón la publicación comenzó a incluir humor político nacional -que hasta entonces había estado ausente- y a satirizar desde  sus páginas a los militares y allegados que habían llegado al poder con el golpe de Estado.

## Película
La popularidad de la tira hizo que en 1949 llevara su nombre la película dirigida por Enrique Cahen Salaberry y la actuación de un elenco encabezado por Pepe Iglesias según el argumento de Ariel Cortazzo basado en el personaje Le roi des resquilleurs creado por el actor y cantante francés Georges Milton en el filme de ese nombre de 1930 dirigido por Pierre Colombier. 

## Tango
En 1950 Lino Palacio compuso la letra y música del tango Avivato al que caracteriza como "un muchacho porteño con berretín de playboy" que sin trabajar vive como un gran señor. 